# Umbarger
Umbarger è una comunità non incorporata della contea di Randall, Texas, Stati Uniti, inoltre fa parte dell'area metropolitana di Amarillo.

## Geografia fisica

### Territorio
È situata lungo la U.S. Highway 60 nel centro-ovest della contea di Randall, a circa 16 chilometri a sud-ovest di Canyon e 42 chilometri a sud-ovest di Amarillo.

### Clima
Secondo il sistema di classificazione dei climi di Köppen, Umbarger possiede un clima semi-arido, nelle mappe climatiche viene abbreviato con "BSk".

## Storia
Le origini della comunità risalgono alla metà degli anni '90 del 1800. Nel 1895, l'allevatore S.G. Umbarger prese in affitto il sito delle terre mappate dalla Houston and Great Northern Railroad. Le acquistò due anni più tardi e fondò diverse attività commerciali rivolte ai coloni e ai viaggiatori dell'area. Nel 1898 la Panhandle and Santa Fe Railway creò uno scambio vicino al ranch di Umbarger. Anche se nel 1900 Umbarger vendette il suo ranch e si trasferì nella vicina Canyon, l'insediamento mantenne il suo nome.
Man mano che più terra veniva messa a disposizione dei proprietari delle fattorie, la comunità iniziò lentamente a crescere. Nel 1902 un gruppo di cattolici tedeschi provenienti dall'area di Schulenburg nel centro-sud del Texas si stabilì a Umbarger. Il principale promotore della migrazione fu Pius Friemel. Subito dopo fu aperto un negozio che ospitava l'ufficio postale, seguito, nel 1904, dalla creazione di un distretto scolastico pubblico. Più o meno nello stesso periodo un missionario cattolico, Padre Joseph Reisdorff, si è prodigato per attirare altre famiglie tedesche nella comunità. Nel 1908, sia lui che John Hutson, un inglese che aveva speculato nelle proprietà terriere intorno a Umbarger, presentarono piani separati per l'insediamento. Il conseguente attrito condusse alla costruzione di due separate chiese cattoliche. Dal 1911 fino alla degli anni '20, diversi immigrati svizzeri si stabilirono nella città. A quel tempo, il quartiere degli affari era centrato nel territorio di Reisdorff, sul lato nord dei binari della ferrovia. Sotto la guida di Padre John J. Dolje, la St. Mary's Church venne trasferita nella posizione attuale.
Nel 1930 nella comunità vivevano ottanta persone. Nel 1940 la popolazione aumentò fino a 150 abitanti. Nel 1964 il distretto scolastico pubblico di Umbarger venne unito a quello di Canyon. La sua vicinanza ad Amarillo, Canyon e al lago Buffalo, contribuirono alla sopravvivenza e alla crescita della comunità. Sebbene tutt'oggi non sia incorporata, Umbarger ospita oltre 300 residenti, diverse attività commerciali e un ufficio postale funzionante.